# Понте дела Вале (Пезаро и Урбино)
Понте дела Вале је насеље у Италији у округу Пезаро и Урбино, региону Марке.
Према процени из 2011. у насељу је живело 168 становника. Насеље се налази на надморској висини од 29 м.